# Менара (кибуц)
Мена́ра (ивр. מְנָרָה‎) — кибуц в Северном округе Израиля. Основан в 1943 году поселенцами из движения «Ха-ноар ха-овед ве-ха-ломед». Административно относится к региональному совету Ха-Галиль-ха-Элион. Основу экономики кибуца составляют сельское хозяйство, производство стекла и туризм.

## История
Кибуц был основан в 1943 году молодёжными группами из движения «Ха-ноар ха-овед ве-ха-ломед» и молодыми репатриантами из Германии и Польши. Во время войны за независимость этот район был отрезан арабами от центрального Израиля, и в конце апреля 1948 года дети из кибуца были эвакуированы. После операции «Ифтах» ситуация с безопасностью значительно улучшилась и эвакуированные вернулись в кибуц.
27 августа 1948 года в конце учений произошёл взрыв на складе оружия в кибуце, и девять солдат Армии обороны Израиля (большинство из которых были новыми иммигрантами, направленными для укрепления этого места) были убиты.
Изначально названием кибуца было «Манара», происходящее от арабского слова, обозначающего «минарет» или «маяк». Правительственный комитет по наименованиям после образования Израиля определил еврейское имя для кибуца: «Рамим» (ивр. רמים‎, букв. «Высокие»), но члены кибуца отказались его использовать. В дальнейшем кибуц и правительство пришло к мировому соглашению, в результате которого официальным названием кибуца стало «Менара».

## Население
По данным Центрального статистического бюро Израиля, население на начало 2020 года составляло 248 человек.

## Экономика
Основными отраслями Менары являются сельское хозяйство (в основном хлопковые поля, яблоки и разведение кур), туризм с видом на живописные скалы с канатной дороги, спускающейся в Кирьят-Шмону в долине ниже кибуца, и завод по производству технического стекла.

## Канатная дорога
Основной достопримечательностью кибуца является канатная дорога (самая длинная в Израиле), которая начинается к югу от города Кирьят-Шмона, поднимается по скале Менара к самому кибуцу и разница в высоте составляет 750 метров. В 2006 году, во время Второй ливанской войны, в скалу попала ракета, поразившая канатную дорогу. После реставрации канатная дорога была вновь открыта в марте 2007 года.